# Маите Перони
Маите Перони Беорлеги (на испански: Maite Perroni Beorlegui), родена на 9 март 1983 година, е мексиканска певица и актриса. Перони печели международната си слава покрай членството си в групата RBD и тийнейджърската теленовела „Непокорните“.

## Биография

### Ранен живот
Маите Перони е родена в Мексико Сити, Мексико, но се пренася в град Гуадалахара, Халиско (в Мексико) на единадесет месечна възраст. Баща ѝ, Хавиер Перони, се премества в този град поради работа. В Гуадалахара семейство Перони живее повече от дванадесет години. Маите има двама братя: Адолфо и Франсиско (Пако). Сред най-близките ѝ приятелки са: Лисет Фигероа, Лисбет Фигероа и Йанай Гонсалес. Перони учи актьорско майсторство в „Центърът за артистично обучение на Телевиса“ (СЕА), където завършва две от предвидените три години обучение.

### Куриози
Маите Перони е висока 160 см. Нейният любим цвят е светловиолетов, а любимите ѝ парфюми са „Midnight Poison“ на „Dior“ и „Very Sexy“ на „Victoria's Secret“.
През 2007 г., компанията „Мател“ изработва кукла-модел на трите от RBD – Маите Перони, Анаи и Дулсе Мария, които имат голям успех в Латинска Америка, САЩ и Европа.

### Актьорска кариера
Тя прави своя дебют като актриса, изигравайки ролята на Гуадалупе „Лупе“ Фернандес в популярната младежка теленовела „Непокорните“. Лупе идва от скромно семейство и получава възможността да се обучи в едно от най-престижните училища в Мексико, „Елитен път“, благодарение на отличните си оценки. Следват главни роли в теленовели като „Внимавай с ангела“ (2008), „Моят грях“ (2009) с Еухенио Силер, „Триумф на любовта“ (2010/11) с кубинския актьор Уилям Леви, „Изпратен от небето“ (2012) и Котката (2014).

## Музикална кариера
Перони е член на бившата популярна мексиканска поп банда RBD, която е се формира по време на снимките на теленовелата и продължава извън нея. Останалите членове на бандата също са актьори от Непокорните. След издаването на всеки нов албум, RBD правят турнета из Латинска Америка и Северна Америка и част от Европа. Известни са и в България, но, тук не е са провеждал техен концерт.
Маите също е и композитор – тя написва своята песен „Tal vez mañana“, която включва в предпоследния диск на групата „Empezar desde cero“.
Актрисата издава първия си самостоятелен албум „Лунно затъмнение“ през 2013 г., като в него са включени песни като „Tu y Yo“, „Eclipse de Luna“ и „Inexplicable“. Албумът излиза на 15 юли 2014 г. като делукс издание с включени нови пет песни, включително любовната песен от теленовелата „Котката“ – „Todo Lo Que Soy“ и песента „Vas a Querer Volver“.

## Личен живот
През 2008 г., Маите Перони се разделя с гаджето си Гуидо Ларис след 3-годишна връзка. Според слухове, тя излиза с кубинеца Уилям Леви, но по-късно и двамата отричат слуховете да са истина. Актрисата има две годишна връзка с актьора Мане де ла Пара, с когото се разделя през 2012 г. От 2013 г. Маите има връзка с продуцента си Коко Стамбък.

## Филмография
| Година | Заглавие                                                     | Героиня                                           | Бележки                                            |
| ------ | ------------------------------------------------------------ | ------------------------------------------------- | -------------------------------------------------- |
| 2004   | Непокорните (Rebelde)                                        | Гуадалупе „Лупита“ Фернандес                      | главна роля, теленовела                            |
| 2007   | RBD:Семейството (RBD:La Familia)                             | Маи                                               | главна роля, сериен филм                           |
| 2008   | Внимавай с ангела (Cuidado con el Àngel)                     | Мария де Хесус Веларде де Сан Роман, Маричуи      | главна роля, теленовела                            |
| 2009   | Моят грях (Mi pecado)                                        | Лукресия Кордоба Педраса                          | главна роля, теленовела                            |
| 2010   | Cena de Matrimonios                                          | Елиса                                             | театър                                             |
| 2010   | Триумф на любовта (El triunfo del amor)                      | Мария „Десампарада“ Итурбиде Гутиерес де Сандовал | главна роля, теленовела                            |
| 2010   | Жени убийци (Mujeres asesinas)                               | Естела Бланко                                     | сезон 3, епизод 6 „Las Blanco Viudas“, сериен филм |
| 2012   | El Arribo de Conrado Sierra                                  | Нинфа                                             | филм, дебют                                        |
| 2012   | El Origen de los Guardianes                                  | Феята на зъбките                                  | озвучение, версия на испански                      |
| 2014   | Котката (La Gata)                                            | Есмералда Крус „Котката“/Рената де ла Санта Крус  | главна роля, теленовела                            |
| 2015   | По-скоро мъртва, отколкото Личита (Antes muerta que Lichita) | Алисия „Личита“ Гутиерес                          | главна роля, теленовела                            |
| 2017   | Готин баща (Papá a toda madre)                               | Рене Гриселда Санчес Морено                       | главна роля, теленовела                            |